# Wesley Matthews
Wesley Joel Matthews, Jr. (San Antonio, Texas; 14 de octubre de 1986) es un jugador de baloncesto estadounidense que actualmente se encuentra sin equipo. Con 1,96 metros de altura, juega en la posición de escolta. 
Es hijo del que fuera también jugador profesional Wes Matthews.

## Trayectoria deportiva

### Universidad
Jugó durante cuatro temporadas con los Golden Eagles de la Universidad Marquette, en las que promedió 13,2 puntos y 4,9 rebotes por partido. En su primera temporada jugó 23 partidos, los últimos 13 como titular, antes de sufrir una lesión en su pie derecho, promediando 9 puntos y 4 rebotes.
Al año siguiente ya fue uno de los dos únicos jugadores del equipo en salir en todos los partidos en el quinteto inicial. Sumó 20 puntos o más en 4 encuentros, siendo el más destacado el que jugó ante Savannah State, en el que consiguió 22 puntos y 9 rebotes.
En 2008 fue incluido en el tercer mejor quinteto de la Big East Conference, logrando aparecer como el séptimo mejor lanzador de tiros libres de la liga, con un 79% de acierto. Ya en su última temporada sus estadísticas subieron hasta los 18,3 puntos y 5,7 rebotes por partido, logrando su mejor marca anotadora ante Tennessee Volunteers, con 30 puntos, que no hicieron evitar la derrota de su equipo. Fue incluido en el segundo mejor quinteto de la conferencia.

#### Estadísticas
| Año     | Equipo    | PJ  | PT  | MPP  | %TC  | %3P  | %TL  | RPP | APP | ROB | TPP | PPP  |
| ------- | --------- | --- | --- | ---- | ---- | ---- | ---- | --- | --- | --- | --- | ---- |
| 2005–06 | Marquette | 23  | 13  | 24.9 | .399 | .438 | .788 | 4.0 | 2.2 | 1.3 | .2  | 9.0  |
| 2006–07 | Marquette | 34  | 34  | 31.2 | .438 | .288 | .770 | 5.3 | 2.2 | 1.4 | .1  | 12.6 |
| 2007–08 | Marquette | 35  | 35  | 28.9 | .434 | .313 | .790 | 4.4 | 1.7 | 1.0 | .3  | 11.3 |
| 2008–09 | Marquette | 35  | 35  | 34.0 | .475 | .368 | .829 | 5.7 | 2.5 | 1.2 | .5  | 18.3 |
| Total   | Total     | 127 | 117 | 30.2 | .444 | .341 | .799 | 4.9 | 2.1 | 1.2 | .3  | 13.2 |

### Profesional
Tras no ser seleccionado en el Draft de la NBA de 2009, Matthews fue invitado a las ligas de verano de Utah Jazz y Sacramento Kings, consiguiendo finalmente un contrato con el equipo mormón. Tras el traspaso de Ronnie Brewer en febrero de 2010 se hizo con el puesto de escolta titular del equipo.
En julio de 2010, Portland Trail Blazers fichó a Matthews tras la negativa de los Jazz a igualar la oferta de los Blazers.
A inicios del mes de julio de 2015, es fichado por los Dallas Mavericks con un contrato de 4 años y algo más de 70 millones de dólares, siendo el reemplazo del escolta Monta Ellis que jugará la temporada 15-16 en los Indiana Pacers.
El 31 de enero de 2019, Matthews fue traspasado a los New York Knicks junto con Dennis Smith Jr., DeAndre Jordan y dos futuras primeras rondas del draft a cambio de Kristaps Porziņģis, Tim Hardaway Jr., Trey Burke y Courtney Lee. El 8 de febrero de 2019, tras únicamente dos partidos disputados en Nueva York, los Knicks cortan a Wesley, pasando éste a ser agente libre. Dos días después, es fichado por los Indiana Pacers, que buscaban un escolta tras la lesión de su estrella Victor Oladipo.
El 1 de julio de 2019, firma un contrato con los Milwaukee Bucks.
Después de un año en Milwaukee, el 20 de noviembre de 2020, ficha con Los Angeles Lakers.
Tras una temporada en Los Ángeles, queda como agente libre, y el 4 de diciembre de 2021 firma de nuevo con Milwaukee Bucks.
Después de dos años con los Bucks, en julio de 2023, firma como agente libre con Atlanta Hawks.

## Estadísticas de su carrera en la NBA

### Temporada regular
| Año     | Equipo      | PJ  | PT  | MPP  | %TC  | %3P  | %TL  | RPP | APP | ROB | TPP | PPP  |
| ------- | ----------- | --- | --- | ---- | ---- | ---- | ---- | --- | --- | --- | --- | ---- |
| 2009-10 | Utah        | 82  | 48  | 24.7 | .483 | .382 | .829 | 2.3 | 1.5 | .8  | .2  | 9.4  |
| 2010-11 | Portland    | 82  | 69  | 33.6 | .449 | .407 | .844 | 3.1 | 2.0 | 1.2 | .1  | 15.9 |
| 2011-12 | Portland    | 66  | 53  | 33.8 | .412 | .383 | .860 | 3.4 | 1.7 | 1.5 | .2  | 13.7 |
| 2012-13 | Portland    | 69  | 69  | 34.8 | .436 | .398 | .797 | 2.8 | 2.5 | 1.3 | .3  | 14.8 |
| 2013-14 | Portland    | 82  | 82  | 34.0 | .441 | .393 | .837 | 3.5 | 2.4 | 1.3 | .3  | 16.4 |
| 2014-15 | Portland    | 60  | 60  | 33.7 | .448 | .389 | .752 | 3.7 | 2.3 | 1.3 | .2  | 15.9 |
| 2015-16 | Dallas      | 78  | 78  | 33.9 | .388 | .360 | .863 | 3.1 | 1.9 | 1.0 | .2  | 12.5 |
| 2016-17 | Dallas      | 73  | 72  | 34.2 | .393 | .363 | .363 | 3.5 | 2.9 | 1.1 | .2  | 13.5 |
| 2017-18 | Dallas      | 63  | 62  | 33.8 | .406 | .381 | .822 | 3.1 | 2.7 | 1.2 | .3  | 12.7 |
| 2018-19 | Dallas      | 44  | 44  | 29.8 | .414 | .380 | .791 | 2.3 | 2.3 | .8  | .3  | 13.1 |
| 2018-19 | New York    | 2   | 1   | 27.0 | .211 | .200 | .800 | 1.5 | 2.5 | .5  | .5  | 7.0  |
| 2018-19 | Indiana     | 23  | 23  | 31.5 | .386 | .369 | .854 | 2.8 | 2.4 | .9  | .2  | 10.9 |
| 2019-20 | Milwaukee   | 67  | 67  | 24.4 | .396 | .364 | .765 | 2.5 | 1.4 | .6  | .1  | 7.4  |
| 2020-21 | L.A. Lakers | 58  | 10  | 19.5 | .353 | .335 | .854 | 1.6 | .9  | .7  | .3  | 4.8  |
| 2021-22 | Milwaukee   | 49  | 14  | 20.4 | .395 | .338 | .786 | 1.9 | .7  | .5  | .2  | 5.1  |
| 2022-23 | Milwaukee   | 52  | 0   | 15.8 | .363 | .315 | .857 | 2.2 | .7  | .4  | .3  | 3.4  |
| 2023-24 | Atlanta     | 36  | 3   | 11.5 | .351 | .348 | .750 | 1.5 | .6  | .4  | .3  | 3.1  |
| Total   | Total       | 986 | 757 | 29.0 | .419 | .375 | .823 | 2.8 | 1.9 | .9  | .2  | 11.4 |

### Playoffs
| Año   | Equipo      | PJ | PT | MPP  | %TC  | %3P  | %TL   | RPP | APP | ROB | TPP | PPP  |
| ----- | ----------- | -- | -- | ---- | ---- | ---- | ----- | --- | --- | --- | --- | ---- |
| 2010  | Utah        | 10 | 10 | 37.1 | .386 | .357 | .813  | 4.4 | 1.7 | 1.8 | .5  | 13.2 |
| 2011  | Portland    | 6  | 6  | 33.7 | .474 | .381 | .842  | 1.2 | 1.0 | .7  | .2  | 13.0 |
| 2014  | Portland    | 11 | 11 | 38.7 | .412 | .324 | .813  | 3.8 | 1.3 | 1.3 | .5  | 14.5 |
| 2016  | Dallas      | 5  | 5  | 34.6 | .333 | .286 | .789  | 3.6 | 1.2 | 1.2 | .0  | 13.0 |
| 2019  | Indiana     | 4  | 4  | 29.8 | .300 | .333 | 1.000 | 2.5 | 2.0 | .8  | .3  | 7.0  |
| 2020  | Milwaukee   | 10 | 10 | 24.6 | .421 | .395 | .700  | 1.8 | .9  | .9  | .4  | 7.2  |
| 2021  | L.A. Lakers | 6  | 1  | 18.3 | .303 | .280 | 1.000 | 1.7 | .3  | .3  | .0  | 5.5  |
| 2022  | Milwaukee   | 12 | 12 | 28.7 | .391 | .400 | .667  | 3.1 | 1.2 | .8  | .3  | 6.2  |
| 2023  | Milwaukee   | 2  | 0  | 20.6 | .444 | .571 | —     | 1.5 | .5  | 1.0 | .5  | 6.0  |
| Total | Total       | 66 | 59 | 30.8 | .391 | .352 | .808  | 2.9 | 1.2 | 1.0 | .3  | 9.9  |